# James L. Petigru
James Louis Petigru, né le 10 mai 1789 et mort le 9 mars 1863, est un avocat, homme politique et juriste américain. Il est surtout connu pour son rôle clé dans la relation juridique entre l'état de la Caroline du Sud et le gouvernement fédéral.
Il joue un rôle prépondérant dans la recodification du code juridique de la Caroline du Sud en tant que Procureur général de la Caroline du Sud. Il est également connu en tant qu'opposant à la crise de l'annulation, lorsque la Caroline du Sud a refusé, en 1832, de payer les droits de douane à l'État fédéral Américain, et en tant qu'opposant à la déclaration de sécession de la Caroline du Sud le 24 décembre 1860.

## Carrière

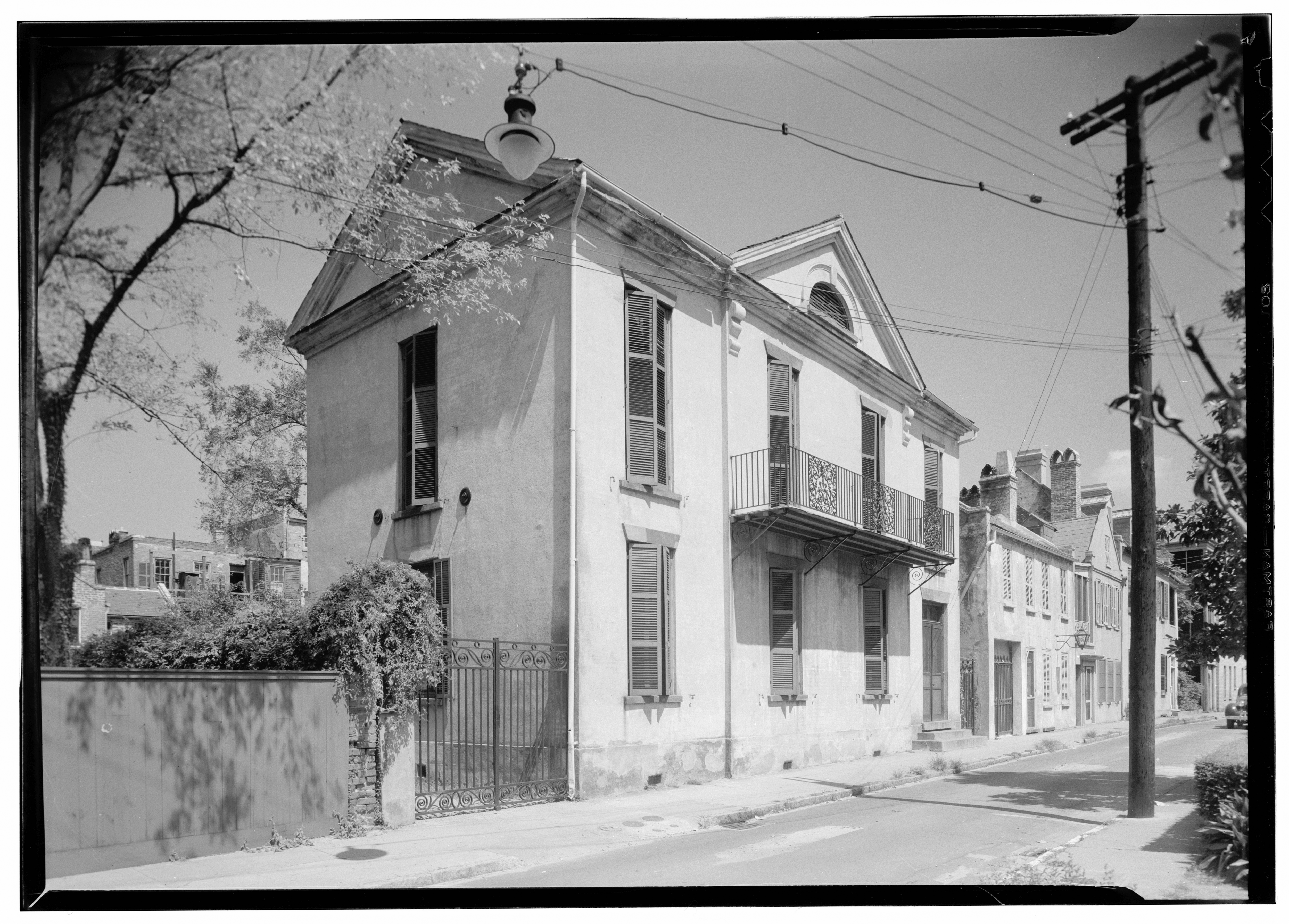
Bureaux de James Louis Petigru, 8 St. Michael's Place, Charleston.

Petigru est diplômé de l'Université de Caroline du Sud en 1809 puis admis au barreau de Caroline du Sud en 1812. En 1816, il est élu avocat du comté d'Abbeville. Il devint procureur général de la Caroline du Sud en 1822. En 1830, il postule pour entrer au Sénat mais échoue. Il est alors élu à la Chambre des représentants. Il y devient leader des anti-nullificationnistes.
Il est l'avocat principal dans l'affaire « M'Cready v. Hunt » portée à la Cour d'appel de Caroline du Sud en 1834. Cette affaire prend corps dans un serment prêté par les membres de la milice d'État à s'engager « fidèlement et véritablement » envers l'État de Caroline du Sud. La loi exigeant ce serment n'indiquait pas spécifiquement si l'allégeance à l'État était supérieure à l'allégeance au gouvernement fédéral. Les nullificationnistes et les anti-nullificationnistes s'affrontent sur la préséance du serment. La primauté de l'allégeance à la Caroline du Sud finit par l'emporter, après de multiples appels.
Après la sécession de la Caroline du Sud en 1860, Petigru remarque : « La Caroline du Sud est trop petite pour une république et trop grande pour un asile de fous. ». Bien que ne croyant pas que la Caroline du Sud reviendrait dans l'Union, il s'oppose à la Confédération.
De 1859 à 1862, il s'attèle à la codification des lois de la Caroline du Sud. Bien que rejeté en 1865 par la législature non reconstruite, son code forma la base de la codification de 1872.
James Louis Petigru meurt à Charleston (Caroline du Sud), en 1863. Il est enterré à St. Michael's Churchyard.